# Jan Tinbergen
Jan Tinbergen   (la Haia, 12 d'abril de 1903 - la Haia, 9 de juny de 1994) fou un economista neerlandès guardonat amb el Premi Nobel d'Economia l'any 1969.

## Biografia
Va néixer el 12 d'abril de 1903 a la ciutat de La Haia fill de Dirk Cornelis Tinbergen i Jeannette van Eek, i germà del metge Nikolaas Tinbergen, guardonat amb el Premi Nobel de Medicina l'any 1973 i de l'ornitòleg Luuk Tinbergen. Va estudiar matemàtiques i física a la Universitat de Leiden sota la direcció de Paul Ehrenfest, universitat en la qual es doctorà el 1929. Entre aquell any i el 1945 fou professor de la Netherlands School of Economics (actualment forma part de la Universitat Erasme de Rotterdam), alhora que es convertí en consultor de la Lliga de Nacions.
Morí el 9 de juny de 1994 a la seva ciutat natal.

## Recerca econòmica
Especialista en la investigació dels cicles econòmics, fou un dels pioners en l'aplicació d'eines matemàtiques a l'economia desenvolupant el model macroeconòmic. Juntament amb Ragnar Frisch va desenvolupar eines estadístiques per a provar hipòtesis econòmiques, creant models multiequació d'economia i desenvolupant un model de 48 equacions en les quals explicava els cicles econòmics nord-americans.
L'any 1969, juntament amb Ragnar Frisch, fou guardonat amb el Premi Nobel d'Economia, en la seva primera edició, per l'anàlisi dels processos econòmics i el desenvolupament dinàmic de models de decisió econòmica. Va rebre el Premi Erasmus per la seva contribució a la construcció d'Europa.